# Sein Segen fließt daher wie ein Strom
Sein Segen fließt daher wie ein Strom (in tedesco, "La sua benedizione ci scorre incontro come un fiume") BWV Anh 14 è una cantata di Johann Sebastian Bach.

## Storia
Pochissimo si sa di questa cantata. Venne composta per festeggiare il matrimonio di Christoph Friedrich Lösner con Johanna Elisabeth Scherlinge e fu eseguita per la prima volta il 12 febbraio 1725. Il testo della cantata, suddivisa in cinque movimenti, è di autore ignoto. La musica è andata interamente perduta.